# M83 (天体)
座標:  13h 37m 00.919s, −29° 51′ 56.74″
M83（NGC 5236）は、うみへび座にある棒渦巻銀河である。その姿から南の回転花火銀河という別名でも呼ばれる。

## 概要
双眼鏡では微かで大きな広がりを見せている。淡い円形の星雲状といったところである。条件が良ければ口径6cmの望遠鏡でも渦巻きを確認できるという。口径8cmの望遠鏡では楕円の周囲が薄れているのが分かる。口径10cmで棒渦巻銀河である様子が分かる。口径20cmでは渦巻きの構造が分かってくる。口径50cmでは3つの腕が明確に確認できる。
この銀河には1923年の14等級をはじめ、1945年、1950年、1957年、1968年、1983年と合計6個の超新星が発見されている。これよりも多いのはケフェウス座のNGC 6946の9個のみである。

## 観測史
1752年ニコラ＝ルイ・ド・ラカーユによってケープタウンで発見された。1781年にメシエは「ケンタウルスの頭に近い星のない星雲。微かで光っているが、測微尺の糸をほんの少し照らすだけでも消えてしまい望遠鏡でみるのはむずかしい。最大の集光力でみることができようか。6,7等の星と三角形をつくっている」とした。ジョン・ハーシェルは「非常におおきくまた明るい。方位角55.1°の方向に広がっている。中央は急激に明るくなっていて、そこに核がある」と記している。ラッセルはマルタ島で渦状部分の腕を3本見てスケッチを取ったが、写真以前にこの腕を肉眼でみたのはこれが最初であったとされる。

## ギャラリー

M83